# チャースラフ - トルジェモシニツェ線
チャースラフ～トルジェモシニツェ線（チェコ語: Železniční trať Čáslav–Třemošnice）は、チェコ国鉄の鉄道線の名称である。路線番号は236。
1881年から1882年にかけて、オーストリア地方鉄道により開業した。

## 運行形態

### 定期列車
全て各駅停車。概ね2時間に1本の運行。チャースラフで230号線プラハ方面特急と接続する便が多い。

### 臨時列車
- 聖アグネス祭号
蒸気機関車。夏の年1日のみ、プラハ - チャースラフ - ジレビ駅間に、1往復の運行。チャースラフ以西は230号線に直通する。途中チャースラフ - ジレビ間ノンストップ。2018年運行。

## 駅一覧
以下では、チェコ国鉄236号線の駅と営業キロ、停車列車、接続路線などを一覧表で示す。なお、全て各駅停車である。
| 路線名 | 駅名                               | 駅間営業キロ | 累計営業キロ | 接続路線 | 所在地           | 所在地           |
| ------ | ---------------------------------- | ------------ | ------------ | -------- | ---------------- | ---------------- |
| 236    | チャースラフ駅                     | -            | 0.0          | 230号線  | 中央ボヘミア州   | クトナー・ホラ郡 |
| 236    | ヴルディ・コウデロフ駅             | 2.8          | 2.8          |          | 中央ボヘミア州   | クトナー・ホラ郡 |
| 236    | スコヴィツェ駅                     | 2.6          | 5.4          |          | 中央ボヘミア州   | クトナー・ホラ郡 |
| 236    | ジレビ駅                           | 2.3          | 7.7          |          | 中央ボヘミア州   | クトナー・ホラ郡 |
| 236    | ジレビ停留所                       | 1.6          | 9.3          |          | 中央ボヘミア州   | クトナー・ホラ郡 |
| 236    | ロノフ・ナド・ドウブラヴォウ駅     | 3.1          | 12.4         |          | パルドゥビツェ州 | フルヂム郡       |
| 236    | ロノフ・ナド・ドウブラヴォウ停留所 | 1.2          | 13.6         |          | パルドゥビツェ州 | フルヂム郡       |
| 236    | ジレブスケー・フヴァロヴィツェ駅   | 1.4          | 15.0         |          | パルドゥビツェ州 | フルヂム郡       |
| 236    | ザーヴラテツ駅                     | 0.8          | 15.8         |          | パルドゥビツェ州 | フルヂム郡       |
| 236    | トルジェモシニツェ駅               | 1.2          | 17.0         |          | パルドゥビツェ州 | フルヂム郡       |